# Fados de Coimbra (single II de José Afonso)
Fados de Coimbra é um single de José Afonso, lançado em 1953. Continha no lado A o fado "O Sol anda lá no Céu" da autoria de Carlos Figueiredo.